# Anolis occultus
Anolis occultus – gatunek portorykańskiej jaszczurki z rodziny Anolidae.

## Systematyka
Gatunek zalicza się do rodzaju Anolis, klasyfikowanego obecnie w monotypowej rodzinie Anolidae. W przeszłości rodzaj ten zaliczany był do licznej w gatunki rodziny legwanowatych (Iguanidae).

## Rozmieszczenie geograficzne
Gad ten występuje jedynie w Portoryko. Powierzchnię jego zasięgu występowania szacuje się na 4658 km². Jest spotykany w przedziale wysokości 65–1326 m n.p.m.

## Siedlisko
Jaszczurki te zamieszkują tropikalne wilgotne lasy nizinne i górskie. Bytują wśród koron drzew, krzewów, paprotników i ananasowatych.

## Zagrożenie i ochrona
W Czerwonej księdze gatunków zagrożonych IUCN Anolis occultus jest klasyfikowany jako gatunek najmniejszej troski (LC, ang. Least Concern).
W porównaniu z innymi portorykańskimi przedstawicielami Anolis wydaje się względnie rzadki.
W przeszłości głównym zagrożeniem dla tych jaszczurek było wylesianie, jednak ponowne zalesianie sprawiło, że deforestacja już im nie zagraża.